# Nancy Gilvonio Conde
Nancy Gilvonio Conde es una exguerrillera peruana que perteneció al Movimiento Revolucionario Túpac Amaru (MRTA) durante la época de terrorismo en el Perú. 
Gilvonio fue capturada en 1995, junto a otros emerretistas (entre ellos Lori Berenson), cuando planeaba tomar el Congreso de la República. Condenada a 20 años de prisión, fue liberada en el año 2010del penal de mujeres de Chorrillos tras cumplir tres cuartos de su condena y haberle sido concedida la libertad condicional.Su liberación fue posible gracias a un informe favorable del Consejo Técnico Penitenciario del INPE.
En 2011, el procurador antiterrorista Julio Galindo pidió al Colegiado ‘C’ de la Sala Penal Nacional revocar un permiso de viaje a Francia que solicitó Gilvonio al Cuarto Juzgado Supraprovincial. El colegiado declaró improcedente la solicitud de viaje que Gilvonio había solicitado para pasar las fiestas navideñas con su familia.
Fue pareja de Néstor Cerpa Cartolini (líder del MRTA tras la captura de Víctor Polay Campos), con quien tuvo un hijo y hermana de Américo Gilvonio.